# Max Bolkart
Max Bolkart (Oberstdorf, 29. srpnja 1932. – Oberstdorf, 26. travnja 2025.) bio je njemački skakač skijaš. Po zanimanju gastronom. Četverostruki njemački prvak na velikoj skakaonici, od 1956., 1957., 1958. in 1964. godine. Najveći mu je uspjeh pobjeda na Turneji četiriju skakaonica 1959./60., pobijedivši na tri od četiri skakaonice, sve osim one u Bischofshofenu. Na Turneji 1956./57. bio je treći i 1962./63. bio je također treći. Natjecao se na Olimpijskim igrama. U Cortini d'Ampezzo 1956. bio je četvrti. U Squaw Valleyu 1960. bio je šesti. Na svjetskom prvenstvu u nordijskom skijanju 1962. u Zakopanama bio je deveti. Bio je član SC Oberstdorfa. Povukao se iz aktivnog natjecanja 1965. godine.

## Priznanja
- Srebrni lovorov list dodijelio mu je njemački predsjednik Johannes Rau 2002. godine
- Orden za zasluge SR Njemačke 6. svibnja 1977.[2]

## Vanjske poveznice
- Max Bolkart - Međunarodni skijaški savez (eng.)
- Max Bolkart  Arhivirana inačica izvorne stranice od 6. siječnja 2009. (Wayback Machine) - Sports-Reference (eng.)